# チェロキー郡 (ノースカロライナ州)
チェロキー郡 (チェロキーぐん、Cherokee County) はアメリカ合衆国ノースカロライナ州に位置する郡である。2000年現在、人口は24,298人である。この郡庁所在地はMurphyである。

## 地理
アメリカ合衆国統計局によると、この郡は総面積1,209 km2 (467 mi2) である。このうち1,179 km2 (455 mi2) が陸地で30 km2 (11 mi2) が水地域である。総面積の2.46%が水地域となっている。

### 郡区
ここの郡は6つの郡区に分けられている：Beaverdam、Hothouse、Murphy、Notla、Shoal Creek、及び Valleytown。

### 隣接する郡
- グラハム郡 - 北東
- メイコン郡 - 東
- クレイ郡 - 南東
- ユニオン郡 (ジョージア州) - 南南東
- ファニン郡 (ジョージア州) - 南南西
- ポーク郡 (テネシー州) - 西
- モンロー郡 (テネシー州) - 北西

## 人口動勢
2000年現在の国勢調査で、この郡は人口24,298人、10,336世帯、及び7,369家族が暮らしている。人口密度は21/km2 (53/mi2) である。11/km2 (30/mi2) の平均的な密度に13,499軒の住宅が建っている。この郡の人種的な構成は白人94.82%、アフリカン・アメリカン1.59%、先住民1.63%、アジア0.28%、太平洋諸島系0.01%、その他の人種0.45%、及び混血1.21%である。ここの人口の1.25%はヒスパニックまたはラテン系である。
この郡内の住民は20.60%が18歳未満の未成年、18歳以上24歳以下が6.50%、25歳以上44歳以下が24.40%、45歳以上64歳以下が28.80%、及び65歳以上が19.70%にわたっている。中央値年齢は44歳である。女性100人ごとに対して男性は94.20人である。18歳以上の女性100人ごとに対して男性は90.70人である。
この郡内の世帯ごとの平均的な収入は27,992米ドルであり、家族ごとの平均的な収入は33,768米ドルである。男性は26,127米ドルに対して女性は18,908米ドルの平均的な収入がある。この郡の一人当たりの収入 (per capita income) は15,814米ドルである。人口の15.30%及び家族の11.70%は貧困線以下である。全人口のうち18歳未満の19.20%及び65歳以上の18.00%は貧困線以下の生活を送っている。

## 都市及び町
- Andrews
- Murphy